# Geoffrey Hughes
Geoffrey Hughes, född 2 februari 1944 i Wallasey nära Liverpool, Merseyside, död 27 juli 2012 på Isle of Wight, var en brittisk skådespelare.
I Sverige var han mest känd för sin roll i TV-serien Keeping Up Appearances (på svenska: Skenet bedrar). Där spelade han den sluskige Onslow, svåger till seriens huvudperson, den snobbiga Hyacinth. Mycket av seriens humor tar fasta på skillnaderna i sociala ambitioner dem emellan. Han var även väldigt känd för rollen som den girige men snälle affärsmannen Vernon Scripps i den brittiska dramaserien Tillbaka till Aidensfield. 
Geoffrey Hughes medverkade även i den brittiska långköraren Coronation Street, mellan 1974 och 1983. I övrigt var han engagerad vid ett flertal olika teatrar. I Storbritannien var han en mycket folkkär skådespelare.
Han gjorde rösten till den tecknade Paul McCartney i filmen Yellow Submarine. Hughes avled i prostatacancer den 27 juli 2012.